# Atglen, Pennsylvania
Atglen, Pennsylvania (енгл. Atglen) град је у америчкој савезној држави Пенсилванија.

## Демографија
По попису из 2010. године број становника је 1.406, што је 189 (15,5%) становника више него 2000. године.
| Група             | 2000.         | 2010.         |
| Белци             | 1.044 (85,8%) | 1.203 (85,6%) |
| Афроамериканци    | 102 (8,4%)    | 104 (7,4%)    |
| Азијати           | 2 (0,2%)      | 3 (0,2%)      |
| Хиспаноамериканци | 60 (4,9%)     | 82 (5,8%)     |
| Укупно            | 1.217         | 1.406         |